# Данијел Јовановић
Данијел Јовановић (Кушиљево, 1987) српски је књижевник који је написао серијал под називом Северна капија. По струци је дипломирани филолог хиспаниста. Тренутно живи и ради у Београду.

## Биографија
Данијел Јовановић рођен је 25. новембра 1987. године као треће и најмлађе дете у породици. Одрастао је у Кушиљеву, поред Свилајнца. Основне студије завршио је на Филолошко – уметничком факултету у Крагујевцу, а мастер студије на Филолошком факултету Универзитета у Београду.
Страст за писањем исказао је још од малих ногу и као дете за собом је оставио бројне недовршене приче и многе идеје. Свој први роман у серијалу Северна капија објавио је у априлу 2015. године у оквиру друштва за афирмацију културе „Пресинг“. Илустровано издање поменутог романа објављено је у октобру 2016. године под окриљем издавачке куће “Вране”. У октобру 2017. излази наставак “Северна капија: Гласови у тами” под окриљем издавачке куће “Отворена књига”. Илустрације за оба романа радила је Александра Јевтовић.
Данијел је писао и кратке приче. Његова прича Коло објављена је у првој Евенстаровој едицији под називом „Приче и песме из средње земље“. Кратка прича Кавез објављена је у едицији прича на тему слободе организованој од стране портала “Црна овца”. Прича Комадићи стакла ушла је у збирку хорор прича "Град уклетих", као и у зборник савремене крими приче на конкурсу Медиа Арта. Са причом Празнина освојио је прво место у категорији за кратку причу на конкурсу "Јанос Сивери".
Овај млади писац добитник је и награде за најбољи превод на такмичењу организованом од стране Шпанске амбасаде у Београду. Завршио је курс креативног писања „Креативне синергије“ и тренутно ради на наставцима саге о Северној капији. Серијал ће имати четири дела.

## Северна капија: Духови прошлости
Северна капија: Духови прошлости прва је од четири приче фантастичног серијала која је пуна мистерије, пустоловина, старих веровања и заборављених створења словенске митологије која су нас до сада вребала само из прича пред спавање. Роман има преко 300 страница и у њему се описује живот тринаестогодишње Сузане који се мења када добије стипендију једне од најелитнијих школа у Европи. Тако започиње пут у мрачну авантуру какву није могла ни да наслути јер врло брзо по доласку бива увучена у тајне које су зидине те школе чувале вековима. Мистериозне појаве прогоне њу и њене пријатеље и они све дубље улазе у ситуације пуне опасности и страве. Деца ће сазнати да су бића попут дрекавца, море, лесника и вештице стварна и да их је готово немогуће зауставити. Сузана, уз све то, улази и у неку врсту личне борбе која ће јој открити породичну тајну која ће је заувек променити.
Поменути роман пре свог првог издања ушао је у ужи избор за награду „Мали Немо“, као и конкурса за најбољи необјављени роман издавачке куће „Арте“.

## Северна капија: Гласови у тами
Северна капија: Гласови у тами други је роман у серијалу који прати живот Сузане и њених пријатеља и породице, као и њихове несвакидашње борбе са бићима словенске митологије. У овим романима стари митови и легенде живе у свету иза капије и, попут заборављених прича из детињства, враћају се желећи да преузму контролу. Сузана и њена три пријатеља ће овог пута морати да дају све од себе како би заштити школу у планини и спасили живе главе. Прошлост још увек није испричала своју причу. Роман има 350 страна и 30 илустрација.